# Rare Earth
Rare Earth var en soulgrupp bildad i Detroit, Michigan, USA år 1960 som The Sunliners, men ändrade namnet till Rare Earth 1968. Gruppen spelade även psykedelisk musik.

## Historia
I original bestod gruppen av Gil Bridges på saxofon, Rod Richards på gitarr, Kenny James på keyboard, John Parrish på bas och trummisen Pete Rivera som även sjöng. De flesta i gruppen sjöng som bakgrundssångare på många låtar.
När gruppen skulle spela in sitt första album för Motown hade man inte fått ihop tillräckligt med material till det. Man bestämde sig därför för att göra en cover på The Temptations "Get Ready", den blev hela 21 minuter lång p.g.a utfyllnadsbehovet! När albumet inte sålde bra gjorde man en tre minuter lång version av låten. Den släpptes som singel, med mycket större framgång. Detta gjorde också att originalalbumet började sälja.
De fick en hit med ännu en cover på Temptations kort därpå, "I'm Losing You". "Born to Wander" var även den en hit på det tidiga 1970-talet. Senare samma decennium var bandets storhetstid förbi. I juli 1974 splittrades gruppen. Mike Urso lämnade gruppen tillsammans med Hoorelbeke och de bildade ett nytt band, HUB, tillsammans med Tom Baird. HUB fortsatte spelade in två album för Capitol Records, men upplöstes i november 1975 efter att Baird dödades i en båtolycka.
De andra Rare Earth-medlemmarna (minus Olson som började i backupbandet till Jennifer Warnes) bestämde sig för att fortsätta som Rare Earth och tog in nya bandmedlemmar: Jerry LaCroix (sång, saxofon och munspel, tidigare medlem i The Boogie Kings, Edgar Winter's White Trash och Blood, Sweat and Tears), Paul Warren (gitarr, bakgrundssång), Bartholomew ("Frosty") Eugene Smith-Frost (tidigare med Sweathog och Lee Michaels, trummor), Reggie McBride (ex-Stevie Wonder, basgitarr) och Gabriel Katona (keyboard).

## Medlemmar
Nuvarande medlemmar
- Gil Bridges – saxofon, flöjt, sång (1960–)
- Ray Monette – sologitarr, sång (1971–1976, 1977–2004, 2009–)
- Randy "Bird" Burghdoff – basgitarr, sång (1985–)
- Floyd Stokes Jr. – trummor, sång (1993–)
- Mike Bruner – keyboard (1998–)

Tidigare medlemmar
- Peter Hoorelbeke (aka Peter Rivera) – trummor, sång (1960–1974, 1976–1983)
- John Persh (aka John Parrish) – basgitarr, trombon, sång (1960–1972; död 1981)
- Rod Richards (född Rod Cox) – sologitarr, sång (1960–1971)
- Kenny James (född Ken Folcik) – keyboard (1960–1971)
- Eddie Guzman – percussion (1969–1993; död 1993)
- Mark Olson – keyboard, sång (1971–1974, 1977–1986; död 1991)
- Mike Urso – basgitarr, sång (1972–1974, 1976–1979, 1981–1983)
- Jerry LaCroix – sång, saxofon, munspel (1974–1976)
- Reggie McBride – basgitarr (1974–1976)
- Gabriel Katona – keyboard (1974–1976)
- Barry "Frosty" Frost – trummor (1974–1975)
- Paul Warren – rytmgitarr, bakgrundssång (1974–1975)
- Chet McCracken – trummor (1975–1976)
- Jimi Calhoun – basgitarr (1976)
- Frank Westbrook – keyboard (1976)
- Ken Johnston – bass, vocals (1979–1981)
- Tim Ellsworth – basgitarr, sång (1983–1984, 1985)
- Tony Thomas – trummor (1983–1984)
- Bob Weaver – trummor (1984–1985)
- Andy Merrild – basgitarr (1984–1985)
- Bobby Rock – trummor (1985)
- Jerry LeBloch – trummor (1985–1990)
- Rick Warner – keyboard (1986–1998)

## Diskografi
Studioalbum
- Dreams/Answers (1968)
- Get Ready (1969)
- Ecology (1970)
- One World (1971)
- Willie Remembers (1972)
- Ma (1973)
- Back to Earth (1975)
- Masters of Rock (1975)
- Midnight Lady (1976)
- Rare Earth (1977)
- Grand Slam (1978)
- Band Together (1978)
- Grand Slam (1978)
- Tight and Hot (1982)
- Different World (1993)
- A Brand New World (2008)

Livealbum
- Rare Earth in Concert (1971)
- Live in Chicago (1974)
- Made in Switzerland (1989)
- Rock 'n' Roll Greats RARE EARTH in concert! (2004)
- Rare Earth Live (2008)

Hitsinglar (topp 20 på Billboard Hot 100)
- 1970 – "Get Ready" (#4)
- 1970 – "(I Know) I'm Losing You" (#7)
- 1971 – "I Just Want to Celebrate" (#7)
- 1971 – "Hey Big Brother" (#19)